# Május 22.
Május 22. az év 142. (szökőévben 143.) napja a Gergely-naptár szerint. Az évből még 223 nap van hátra.
Névnapok: Júlia, Rita + Annarita, Atos, Boáz, Bogárka, Bogdána, Emil, Fiametta, Julián, Juliána, Julianna, Juliánusz, Julilla, Julinka, Julitta, Júliusz, Renáta, Ritta, Román, Romána, Romina, Ugocsa, Ugron, Uljána, Zsüliett

## Események
- 896 – VI. (VII.) István pápa megválasztása.
- 964 – V. Benedek pápa megválasztása.
- 1455 – Az Első Saint Albans-i csata, a rózsák háborújának első ütközete.
- 1502 – Toledóban a Kasztíliai Gyűlés I. Izabella kasztíliai királynő előterjesztésére Kasztília trónörökösévé nyilvánítja Izabella legidősebb élő lányát, a gyűlésen személyesen megjelenő Aragóniai Johannát és férjét, Habsburg Fülöpöt Izabella királynő és férje, II. Ferdinánd aragóniai király jelenlétében.
- 1622 – Musztafát másodszor is szultánná kiáltják ki.
- 1660 – A budai pasa a szászfenesi csatában szétszórja II. Rákóczi György seregét
- 1762 – Svédország és Poroszország megkötik a hamburgi békét.
- 1867 – Kossuth Lajos híres nyílt Cassandra-levelében tiltakozik a kiegyezés ellen. Szerinte végzetes következményei lehetnek, ha Magyarország sorsát Ausztriához kötik.
- 1876 – Szolgálatba áll a Langlütjen I-sziget.
- 1879 – Az 1879:XVIII. törvénycikk kötelezővé teszi a magyar nyelv tanítását minden népiskolában és tanítóképző intézetben
- 1899 – Hivatalosan is megnyílik a szegedi Tűzoltólaktanya
- 1942 – Mexikó a szövetségesek oldalán belép a második világháborúba.
- 1960 – Chile partjai előtt a tengerfenéken kipattant az eddig ismert legnagyobb (Richter-skála szerint 9,5 erősségű) földrengés. A hatására létrejött 25 méter magas cunami mintegy 6 000 ember halálát okozza.
- 1972 – Ceylon új alkotmányt fogad el és felveszi a Srí Lanka nevet.
- 1989 – Elkezdődik a Calypso Rádió adása
- 1990 – Észak- és Dél-Jemen egyesülésével létrejön az egységes Jemeni Köztársaság.
- 1993 – Hadkötelezettség elleni konferencia Budapesten. Előadók között vannak Jancsó Miklós, Konrád György, Darvas Iván, Bródy János, Berényi Dénes, Merza József.
- 2002 – Prágában felavatták a kommunizmus áldozatainak emlékművét.
- 2009 – A Magyar Református Egyház Alkotmányozó Zsinata és Hálaadó Ünnepe Debrecenben
- 2011 – Perczel András akadémikus, az ELTE Szerves Kémiai Tanszéke professzora a 2011. évi Bolyai János alkotói díj kitüntetettje, aki a díjazottak aranykönyvébe beírása szerint ősének vallja az 1811-ben született Perczel Mórt
- 2017 – Legalább 23 emberéletet követelő és 59 embert megsebesítő robbantás történt Manchesterben, a Manchester Arenában megrendezett Ariana Grande-koncertet követően.

## Sportesemények
Formula–1
- 1955 –  monacói nagydíj, Monte Carlo - Győztes: Maurice Trintignant  (Ferrari)
- 1961 –  holland nagydíj, Zandvoort - Győztes: Wolfgang von Trips  (Ferrari)
- 1966 –  monacói nagydíj, Monte Carlo - Győztes: Jackie Stewart  (BRM)
- 1977 –  monacói nagydíj, Monte Carlo - Győztes: Jody Scheckter  (Wolf Ford)
- 1983 –  belga nagydíj, Spa Francorchamps - Győztes: Alain Prost  (Renault Turbo)
- 2005 –  monacói nagydíj, Monte Carlo - Győztes: Kimi Räikkönen  (McLaren Mercedes)
- 2011 –  spanyol nagydíj, Barcelona - Győztes: Sebastian Vettel  (Red Bull Racing Renault)

## Születések
- 1807 – Brocky Károly magyar festőművész († 1855)
- 1808 – Gérard de Nerval (er. Gérard Labrunie) francia író, költő, műfordító († 1855)
- 1813 – Richard Wagner német zeneszerző († 1883)
- 1850 – Johann Schrammel osztrák hegedűművész, zeneszerző, a sramli-zene megteremtője († 1893)
- 1859 – Sir Arthur Conan Doyle brit orvos, író († 1930)
- 1881 – Gürtler Dénes esperes-plébános, felvidéki magyar politikus, magyarországi országgyűlési képviselő († 1944)
- 1906 – Gádor Béla József Attila-díjas magyar író, újságíró, humorista, forgatókönyvíró († 1961)
- 1907 – Sir Laurence Olivier angol színész, rendező († 1989)
- 1912 – Herbert Charles Brown Nobel-díjas (1979), Priestley-éremmel kitüntetett (1981) kémikus († 2004)
- 1913 – Mátrai József magyar színész, rendező, az Állami Faluszínház (Állami Déryné Színház) alapító színházigazgatója († 1957)
- 1915 – Joe Barzda (Joseph Barzda) amerikai autóversenyző († 1993)
- 1916 – Korcsmáros Pál magyar rajzoló, képregény-rajzoló, könyvillusztrátor, újságíró († 1975)
- 1916 – Rupert Davies angol színész, 1960-as években forgatott BBC sorozat "Maigret felügyelője" († 1976)
- 1920 – Thomas Gold osztrák származású brit csillagász, a Royal Society és a National Academy of Sciences tagja († 2004)
- 1921 – Marshall Teague amerikai autóversenyző († 1959)
- 1924 – Charles Aznavour örmény származású francia sanzonénekes († 2018)
- 1926 – Bacsik Elek magyar dzsesszgitáros, dzsesszhegedűs, multiinstrumentalista (húros hangszerek) († 1993)
- 1926 – George Christopher Williams amerikai evolúció-biológus († 2010)
- 1927 – Peter Matthiessen amerikai író, felfedező, természettudós († 2014)
- 1927 – Oláh György Széchenyi-nagydíjas és Nobel-díjas  magyar származású amerikai vegyészprofesszor († 2017)
- 1929 – Sergio Mantovani olasz autóversenyző († 2001)
- 1932 – Dénes Piroska Jászai Mari-díjas és Aase-díjas magyar színésznő († 2001)
- 1937 – Guy Marchand francia autóversenyző (Star Racing Team), színész, énekes, jazz-zenész († 2023)
- 1940 – Michael Sarrazin kanadai színész („A lovakat lelövik, ugye?”) († 2011)
- 1942 – Theodore Kaczynski  egy amerikai anarchista terrorista († 2023)
- 1943 – Betty Williams Nobel-békedíjas, északír politikus, a Community of Peace People (Béke Embereinek Közössége) mozgalom egyik alapítója († 2020)
- 1946 – George Best aranylabdás északír labdarúgó († 2005)
- 1949 – Nógrádi György magyar biztonságpolitikai szakértő
- 1950 – Bernie Taupin angol dalszövegíró
- 1954 – Bregyán Péter Jászai Mari-díjas magyar színész
- 1956 – Karczag Ferenc Jászai Mari-díjas magyar színész
- 1959 – Morrissey angol énekes-szövegíró, a brit és amerikai indie zene egyik meghatározó, kultikus figurája
- 1961 – Faragó Béla magyar zeneszerző
- 1963 – Levan Abasidze grúz színész († 1992)
- 1966 – Bebel Gilberto (er. Isabel Gilberto) amerikai születésű brazil énekesnő
- 1970 – Lugosi Claudia magyar színésznő
- 1970 – Naomi Campbell angol modell
- 1970 – Pedro Diniz (Pedro Paulo Diniz) brazil autóversenyző
- 1970 – Szolnoki Péter magyar zenész, énekes
- 1973 – Nikolaj Lie Kaas dán színész
- 1974 – Ónodi Henrietta olimpiai bajnok magyar tornász
- 1977 – Szabó Máté magyar színházi rendező
- 1987 – Novak Đoković szerb teniszező
- 1987 – Szucsánszki Zita magyar kézilabdázó
- 1987 – Arturo Vidal chilei labdarúgó
- 1992 – Vecsei H. Miklós magyar színművész
- 1994 – Szécsi Márk magyar labdarúgó
- 1997
  - Lauri Markkanen finn kosárlabdázó
  - Sallai Roland magyar labdarúgó

## Halálozások
- 337 – Flavius Valerius Aurelius Claudius Constantinus, a Római Birodalom első keresztény császára, Bizánc alapítója (* 272)
- 987 – V. (Henye) Lajos nyugati frank király (*966/967)
- 1455 – Edmund Beaufort, Somerset hercege (* 1406)
- 1455 – Henry Percy, Northumberland 2. grófja (* 1393)
- 1490 – Edmund Grey, Kent grófja (* 1416)
- 1667 – VII. Sándor pápa (* 1599)
- 1868 – Julius Plücker német matematikus, fizikus (* 1801)
- 1885 – Victor Hugo francia költő, regény- és drámaíró (* 1802)
- 1894 – Felméri Lajos magyar író, újságíró, egyetemi rektor (* 1840)
- 1933 – Ferenczi Sándor magyar pszichiáter, ideggyógyász (* 1873)
- 1951 – Jacobi Roland magyar asztaliteniszező, négyszeres világbajnok (* 1893)
- 1972 – Margaret Rutherford Oscar-díjas angol színésznő (* 1892)
- 1972 – Széchy Károly hídépítő mérnök, egyetemi tanár, az MTA tagja (*1903)
- 1980 – Tatár Endre (C. Turáni Endre) magyar színész (* 1908)
- 1983 – Albert Claude Nobel-díjas belga-amerikai biológus, citológus (* 1898)
- 1984 – Fazekas György magyar újságíró, író, Nagy Imre munkatársa (* 1914)
- 1985 – Vaszary Gábor magyar író, újságíró (* 1897)
- 1998 – John Derek amerikai színész, rendező, fényképész Bo Derek férje (* 1926)
- 1999 – Szabó Miklós Liszt Ferenc-díjas magyar operaénekes (* 1909)
- 2008 – Charlie Booth ausztrál atléta (* 1903)
- 2012 – Kalocsai Henrik távol- és hármasugró atléta (* 1940)
- 2020 – Mory Kanté guineai énekes, zenész (* 1950)
- 2021 – Csengey Emőke magyar jelmeztervező (* 1943)

## Nemzeti ünnepek, évfordulók, események
- Casciai Szent Rita ünnepe, aki a kétségbeejtő helyzetbe került emberek, az anyák és a meddők védőszentje.
- A biológiai sokféleség nemzetközi napja.
- Jemeni Köztársaság - Nemzeti ünnep - az egyesítés napja, 1990
- A magyar természet napja a biodiverzitás világnapján, 2015 óta.